# Psoroptidia
Psoroptidia é uma subordem de ácaros (Acarina) pertencente à clade Astigmatina. Inclui cerca de 40 famílias, aparentemente derivadas de parasitas de aves, a partir da qual evoluíram parasitas de mamíferos. Em consequência de serem parasitas obrigatórios, os membros deste táxon não exibem o estágio de deutoninfa (a segunda forma larval que ocorre no desenvolvimento da maioria dos ácaros).
O grupo inclui a maioria dos membros parasitas mais conhecidos pertencentes aos Astigmata. Três das superfamílias incluídas neste clade estão entre os Acarina em geral designados pelo nome comum de ácaros-das-aves, enquanto a quarta — Sarcoptoidea — contém os ácaros causadores da escabiose e outros ácaros parasitas e comensais dos mamíferos.